# Гасымлы (Масаллинский район)
Гасымлы (азерб. Qasımlı) — село в Масаллинском районе республики Азербайджан.

## История
Существуют две версии происхождения села.
По одной версии основание села приписывается шахсевенам-каракасымлы.
По второй версии связывается с неким Гасымом, выходцем из города Ардебиля.
Название села Гасымлы связано с приходом в село потомка Сефевидов – Касым Мирза Тогрула оглы.
Из генеалогии и архивных документов известно, что Касым Мирза Тогрул оглы родился в 1702 году в Ардебиле. Его брата звали Таги Мирза Тогрул оглы (1709-1766), а дядю звали Гусейн Гаджи Исмаил Мирза оглы (1681-1765). Согласно хорасанским источникам, можно сказать что основатель государства Афшаров, возникшего после падения государства Сефевидов – Надир-шах обеспокоенный тем, что после коронации в окрестностях села Джавад, к власти вновь придут потомки Сефевидов. Поэтому решил убить их. Узнав о выживании потомков Аслана Мирзы, Надир шах – в конце 1742 года готовит заговор, чтобы убить их. Понимая, что произойдет убийство, Гусейн отправил сыновей своего старшего брата (Касыма и Таги) к Талышскому хану, а сам через день со своими тремя сыновьями последовал за ними.
В результате заговора, был убить 3 сыновья Гусейна. Также Гусейн был ранен в левую руку. Но при этом смог сбежать. Заговорщики, заявляют Надир-шаха, что потомки Аслана Мирзы, были убиты мечом. Хотя они убили только 3 сыновей Гусейна, а самого Гусейна и племянников не смогли убить. Гусейн и его племянники были из рода Сефевидов и бежали от преследования Надир-шаха. Некоторое время жили в Талышском ханстве. В 1749 году Талышским ханом Сеидом Джамаледдином (Кара Хан) Гусейну и его племянникам были переданы земли нынешних сел Гусейнаджили и Гасымлы

## Население
В материалах посемейных списков на 1886 год, отмечается отсёлок селения Едды-оймагъ — Касымлу. Население — «татары»-шииты (азербайджанцы-шииты).
По сведениям на 1915 год, Касымлы — «татарское» (азербайджанское) село Ленкоранского уезда — Бакинской губернии с числом жителей 438.
Согласно данным на 1 января 1933 года в Касымлы Еддиоймакского сельсовета Масаллинского района Азербайджанской ССР проживало 388 человек (95 хозяйств), из них 196 мужчин и 192 женщины. Население всего Еддиоймакского сельсовета (сёла Джарайлы, Гусейн-Гаджилы, Еддиоймак — центр, Еддиоймак II, Шыхлар), состояло из тюрков (азербайджанцев) — 99,2 %.
По состоянию на 2010 год, в селе проживают свыше 2200 жителей.

## Фотографии

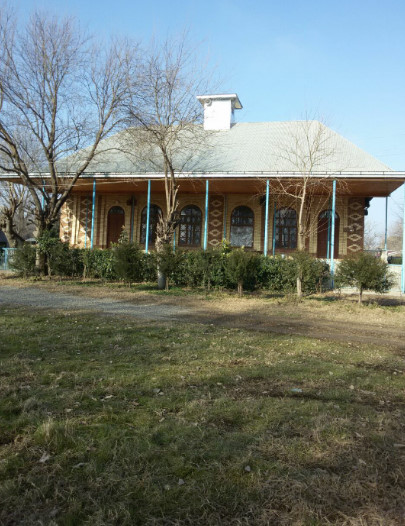
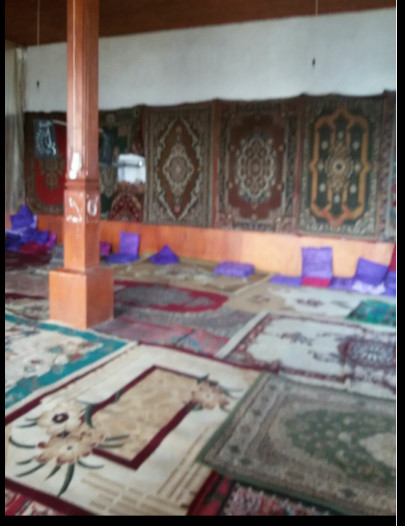
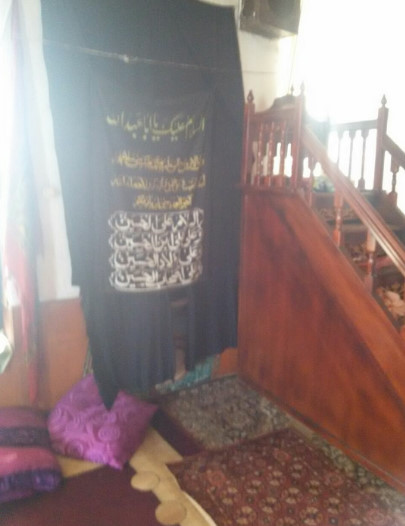

## Достопримечательности
- Гасымлы-мечеть (Масаллы)